# Theodore Roosevelt
Theodore Roosevelt mlajši, 26. predsednik Združenih držav Amerike in polihistor, * 27. oktober 1858, New York, New York, ZDA, † 6. januar 1919, Oyster Bay, New York, ZDA. 
Leta 1906 je kot prvi Američan prejel Nobelovo nagrado, za svoja prizadevanja pri pogajanjih v rusko-japonski vojni.